# Экспосом
Экспосом (англ. exposome) — термин из области «омиксных» данных, описывающий совокупность факторов окружающей среды, влияющей на регуляцию генов и индивидуальное развитие организмов. Хотя экспосом, в отличие от генома, транскриптома, метагенома, V(D)J-ома и других «омиксов», не является внутри- или межклеточным параметром, учет вклада окружающей среды необходим для прогнозирования фенотипа организма, а также инивидуализированного подбора лечения.
Влияние экспосома на живой организм обобщить в следующих категориях:
- специфичные внешние факторы
- общие внешние факторы
- внутренние факторы

Исследованию отдельных факторов влияния экспосома на организм человека посвящены ряд программ Национального института гигиены окружающей среды США (NIEHS) по изучению влияния экологического воздействия, генетической предрасположенности и возраста на здоровье человека, а также такие проекты, как «HELIX: The Human Early-Life Exposome» и «The Exposomics Project».